# Хангерфорд, Уолтер (рыцарь из Фарли)
Сэр Уолтер Хангерфорд, рыцарь Фарли (англ. Sir Walter Hungerford, Knight of Farley ; умер в декабре 1596 г.) — английский землевладелец. При жизни его называли «Рыцарем из Фарли» за его спортивные способности.

## Биография
Единственный сын Уолтера Хангерфорда, 1-го барона Хангерфорда из Хейтсбери (1503—1540), и его первой жены, Сьюзен Дэнверс, дочери сэра Джона Дэнверса из Даунси, Уилтшир, и Энн Стрэдлинг.
Хангерфорд сменил своего отца 28 июля 1540 года. Парламентским актом 1542 года он был восстановлен в качестве преемника отца, но не сразу вернул себе титул и земли своего отца. Он получил землю от Эдуарда VI Тюдора в 1552 году, а в 1554 году королева Мария Тюдор подарила ему конфискованное поместье Фарли Хангерфорд в Сомерсете, когда право собственности на его отца было отменено. В том же году он был посвящен в рыцари. Он был главным шерифом Уилтшира в 1557, 1572, 1581 и 1587 годах.
Хангерфорд преуспел в полевых видах спорта, и «присутствовал на первых зарегистрированных скачках в Уилтшире в 1585 году».
В 1568 году он подал в суд на свою вторую жену о разводе, утверждая, что она пыталась отравить его несколькими годами ранее и что она совершила прелюбодеяние с Уильямом Дарреллом из Литтлкота, Уилтшир, и родила от него ребёнка. Уолтер Хангерфорд не смог доказать обвинения в суде и впоследствии провел три года во Флитской тюрьме за отказ поддержать жену или выплатить 250 фунтов стерлингов в качестве судебных издержек, присужденных ему по иску о разводе . Два письма леди Хангерфорд, написанные в 1570 году, говорят о её бедственном положении.
Через офис графа Лестера леди Хангерфорд в 1571 году получила лицензию на посещение своей умирающей бабушки Джейн Дормер (урожденной Ньюдигейт), которая жила в английской католической общине в Лёвене. Она так и не вернулась в Англию. 29 марта 1586 года она написала из Намюра сэру Фрэнсису Уолсингему с просьбой защитить её дочерей от попыток Хангерфорда лишить их наследства.
В своем завещании от 14 ноября 1595 года Хангерфорд оставил две фермы своей любовнице Марджери Брайт, а остаток своего состояния — сводному брату сэру Эдварду Хангерфорду, а остальное наследникам мужского пола «любой женщины», которую он должен «потом жениться». Хангерфорд умер в декабре 1596 года, и ему наследовал его сводный брат, на которого вдова Хангерфорда, Энн, и его любовница, Марджери Брайт, подали в суд за приданое. Леди Хангерфорд получила щедрое приданое и умерла в Лёвене в 1603 году.
Два портрета Хангерфорда показаны в виде гравюр в книге сэра Ричарда Хоара «Современный Уилтшир, Хейтсберийская сотня»; оба во времена Хоара принадлежали Ричарду Поллену, оруженосцу из Родборна, Уилтшир. На более раннем портрете, датированном 1560 годом, Хангерфорд изображен в полном вооружении, «а вокруг него все приспособления для охоты и соколиной охоты, в которых, как гласит надпись на изображении, он преуспел». На более позднем портрете, датированном 1574 годом, он изображен с ястребом на запястье.

## Семья
Хангерфорд женился первым браком на Энн Бассет (1520 — до 1558), фрейлине королевы Марии Тюдор, дочери сэра Джона Бассетта из Амберли (Девон). 11 июня 1554 года Роберт Свифт сообщил в письме Фрэнсису Тэлботу, 5-му графу Шрусбери, что свадьба состоялась «в прошлый четверг… в этот день королева показала себя очень приятной, повелевающей всем весельем и развлечениями». От брака родилось двое детей, оба умерли бездетными.
Вторым браком, 5 мая 1558 года, он женился на Энн Дормер (1525—1603), сестре Джейн Дормер и старшей дочери сэра Уильяма Дормера от его первой жены Мэри Сидни, дочери сэра Уильяма Сидни, от которого у него был сын и три дочери:
- Эдмунд Хангерфорд, который умер в декабре 1585 года бездетным.
- Сьюзан Хангерфорд, 1-й муж — Майкл Эрнли из Бишопс-Каннингса, Уилтшир, 2-й муж -Джон Моринг, 3-й муж — сэра Кэрью Рейнольдс.
- Люси Хангерфорд, 1-й муж — сэр Джон Сент-Джон из Лидьярда Трегоза, от которого у неё родилась дочь Барбара Сент-Джон, которая вышла замуж за сэра Эдварда Вильерса и была матерью Уильяма Вильерса, 2-го виконта Грандисона, и бабушкой Барбары Вильерс. Барбара Сент-Джон вышла замуж во второй раз за сэра Энтони Хангерфорда из Блэк-Буртона.
- Джейн Хангерфорд, вышедшая замуж за сэра Джона Карна из Юэнни, Гламорганшир.

У Уолтера Хангерфорда также была любовница Марджери Брайт, от которой у него было два сына и дочь, родившиеся при его жизни, а также посмертный сын. Хангерфорд женился на Марджери Брайт после составления завещания, дойдя до слухов о смерти его жены.